# Wereldkampioenschappen schaatsen afstanden 2023 - 3000 meter vrouwen
De 3000 meter vrouwen op de wereldkampioenschappen schaatsen afstanden 2023 werd gereden op donderdag 2 maart 2023 in het ijsstadion Thialf in Heerenveen, Nederland.
Titelverdediger was Antoinette Rijpma-de Jong die haar titel verloor aan Ragne Wiklund. Het zilver was voor Irene Schouten, Martina Sáblíková won brons.

## Uitslag
| #      | Schaatser                 | Land             | Tijd       |
| ------ | ------------------------- | ---------------- | ---------- |
| Goud   | Ragne Wiklund             | Noorwegen        | 3.56,86    |
| Zilver | Irene Schouten            | Nederland        | 3.57,40    |
| Brons  | Martina Sáblíková         | Tsjechië         | 3.58,35    |
| 4      | Joy Beune                 | Nederland        | 3.59,18    |
| 5      | Valérie Maltais           | Canada           | 3.59,88    |
| 6      | Isabelle Weidemann        | Canada           | 4.01,32    |
| 7      | Antoinette Rijpma-de Jong | Nederland        | 4.02,11    |
| 8      | Momoka Horikawa           | Japan            | 4.02,34 pr |
| 9      | Ivanie Blondin            | Canada           | 4.05,44    |
| 10     | Ayano Sato                | Japan            | 4.06,23    |
| 11     | Han Mei                   | China            | 4.06,78    |
| 12     | Magdalena Czyszczoń       | Polen            | 4.07,31    |
| 13     | Sofie Karoline Haugen     | Noorwegen        | 4.09,61    |
| 14     | Mia Kilburg               | Verenigde Staten | 4.11,57    |
| 15     | Yang Binyu                | China            | 4.13,71    |
| 16     | Nadezjda Morozova         | Kazachstan       | 4.14,25    |
| 17     | Sandrine Tas              | België           | 4.14,65    |
| 18     | Yuna Onodera              | Japan            | 4.15,57    |
| 19     | Michelle Uhrig            | Duitsland        | 4.19,15    |
| 20     | Kaitlyn McGregor          | Zwitserland      | 4.19,97    |

1996 · 
1997 · 
1998 · 
1999 · 
2000 · 
2001 · 
2003 · 
2004 · 
2005 · 
2007 · 
2008 · 
2009 · 
2011 · 
2012 · 
2013 · 
2015 · 
2016 · 
2017 · 
2019 · 
2020 · 
2021 · 
2023 · 
2024 · 
2025